# Dommartin-sous-Amance
Dommartin-sous-Amance é uma comuna francesa na região administrativa do Grande Leste, no departamento de Meurthe-et-Moselle. Estende-se por uma área de 4.03 km², e possui 285 habitantes, segundo o censo de 2018, com uma densidade de 71 hab/km².